# راتنوا
شهر راتنوا (به آلمانی: Rathenow) در ایالت برندنبورگ در کشور آلمان واقع شده‌است.